# 完达山酒
完达山酒是黑龍江虎林出产的一系列中国葡萄酒和白酒，源于1922年肖鹤年在当地开设的“德盛泉”烧锅。九一八事变后，当地酒坊由鼎盛时期的九家骤减至1939年的“德盛泉”、“永盛和”、“宝泉涌”三家，1946年8月中共虎林县委没收了“德盛泉”和“永盛和”烧锅，成立了第一个地方国营油酒厂，由军分区警卫团供给处管理，后归县工商管理局领导；1949年2月酒厂划归县府成立的县企业公司，改名为“地方国营虎林油酒厂”，后数度易地扩建、改制、更名，产品也由原以白酒为主改为以葡萄酒为主。完达山白酒乃以红高粱、玉、小麦、水稻为主料，经入蒸糟拌曲、泥池固体发酵 、蒸馏摘酒、分质分存等传统技艺酿成的浓香型白酒。